# شياو باي
شياو باي هو موزع وملحن صيني، ولد في يوليو 1932.